# Knisa mosse
Knisa mosse är ett fågelskyddsområde mellan orterna Knisa, Lofta och Sandvik på Öland. Området har fågeltorn och strövstigar, och en rad fornlämningar, bland annat en gravkista längs strandsidan, och ett järnåldersgravfält med 40 gravrösen samt en skeppssättning i Lofta. I byn Knisa finns lämningar efter tidig bebyggelse.